# Miriam Lehmann-Haupt
Miriam Lehmann-Haupt (* 19. November 1904 in Berlin; † 3. August 1981 in New York City) war eine österreichische Schauspielerin und Malerin.

## Leben
Lehmann-Haupt erhielt eine Ausbildung als Malerin und später als Schauspielerin. Sie war Tochter des Orientalisten Carl Ferdinand Friedrich Lehmann-Haupt, die Mutter Miriams war Schriftstellerin Therese Haupt (1864–1938). Ihr Bruder Hellmut (1903–1992) war Kunsthistoriker und Buchwissenschaftler.
In der Spielzeit 1925/1926 hatte Lehmann-Haupt ein Engagement am Hessischen Landestheater. Danach spielte sie bis 1928 an den Städtischen Theatern Leipzig und 1928/1929 am Theater in der Josefstadt in Wien. Dort arbeitete sie mit Max Reinhardt zusammen. Im Deutschen Bühnenjahrbuch ist sie zuletzt 1934 als ohne Engagement verzeichnet. Auf einer Liste der Reichsfilmkammer aus dem Jahr 1938 wird sie als „vermutlich nichtarisch“ geführt. Möglicherweise ging sie während der Zeit des Nationalsozialismus ins Exil.
In London war Lehmann-Haupt bei der British Broadcasting Corporation tätig. Am Broadway verkörperte sie von 1966 bis 1969 in Cabaret „Frau Krueger“ und erst 1980 hatte sie eine Rolle in Onkel Wanja im Troupe Theater.
Zuletzt lebte Lehmann-Haupt in Manhattan. Sie starb nach langer Krankheit mit 76 Jahren und hinterließ zwei Söhne.